# Пакистан на летних Олимпийских играх 1948
Пакистан принимал участие в Летних Олимпийских играх 1948 года в Лондоне (Великобритания) в первый раз за свою историю, но не завоевал ни одной медали.